# Seji-myeon
Seji-myeon (koreanska: 세지면) är en socken i stadskommunen Naju i provinsen Södra Jeolla i den sydvästra delen av Sydkorea, 295 km söder om huvudstaden Seoul.